# قشلاق خلیل‌لو عزیز
قشلاق خلیل‌لو عزیز یک منطقهٔ مسکونی در ایران است که در بخش اسلام‌آباد واقع شده‌است. قشلاق خلیل‌لو عزیز ۱۳۴ نفر جمعیت دارد.